# Rue Sainte-Croix-en-la-Cité
Rue Sainte-Croix-en-la-Cité var en gata på Île de la Cité i Quartier de la Cité i Paris. Gatan var uppkallad efter den närbelägna kyrkan Sainte-Croix de la Cité, som var belägen i hörnet av denna gata och Rue de la Vieille-Draperie. Rue Sainte-Croix-en-la-Cité började vid Rue Gervais-Laurent och slutade vid Rue de Constantine. Kyrkan revs år 1797, medan gatan revs år 1866 för att ge plats åt Marché aux fleurs.

## Bilder
| - Kyrkorna Sainte-Croix de la Cité, Saint-Pierre-des-Arcis och Saint-Barthélemy på Turgots karta över Paris. - Rue Aubé. - Allée Célestin-Hennion. |

## Omgivningar
- Notre-Dame
- Sainte-Chapelle
- Marché aux fleurs Reine-Elizabeth-II
- Allée Célestin-Hennion
- Rue de la Cité
- Rue de Lutèce
- Rue Aubé

### Webbkällor
- ”Rue Sainte Croix, 1865”. Vergue. http://vergue.com/post/204/Rue-Sainte-Croix. Läst 31 mars 2022.